# Lista zabytków w San Ġwann
To jest lista zabytków w miejscowości San Ġwann na Malcie, które są umieszczone na liście National Inventory of the Cultural Property of the Maltese Islands.

## Lista
| Nazwa zabytku                                | Lokalizacja                                   | Współrzędne                                   | Nr na liście NICPMI | Zdjęcie |
| -------------------------------------------- | --------------------------------------------- | --------------------------------------------- | ------------------- | ------- |
| Nisza św. Antoniego                          | 125 Triq Birkirkara / Triq San Pietru         | 35°54′33,4″N 14°28′57,0″E/35,909267 14,482509 | 00780               |         |
| Kościół Zwiastowania i św. Leonarda          | Triq il-Baħar l-Iswed                         | 35°54′50,2″N 14°28′48,5″E/35,913934 14,480149 | 00781               |         |
| Statua Wniebowzięcia                         | Triq il-Baħar l-Iswed                         | 35°54′50,1″N 14°28′49,2″E/35,913905 14,480340 | 00782               |         |
| Kaplica św. Małgorzaty                       | Triq Santa Margerita / Triq il-Kappella       | 35°54′36,3″N 14°28′37,1″E/35,910071 14,476965 | 00783               |         |
| Kaplica św. św. Filipa i Jakuba              | Triq tal-Prepostu                             | 35°54′42,5″N 14°28′00,2″E/35,911806 14,466722 | 00784               |         |
| Kaplica św. Jana Chrzciciela „Tal-Għargħar”  | Triq Bellavista / Triq San Ġwann tal-Għargħar | 35°54′24,3″N 14°28′42,5″E/35,906750 14,478486 | 00785               |         |
| Nisza Matki Bożej z Góry Karmel              | 283 Triq tas-Sliema                           | 35°54′22,5″N 14°28′54,5″E/35,906248 14,481813 | 00786               |         |
| Nisza Matki Bożej z Góry Karmel              | 194 Triq Bellavista / Triq il-Korvu           | 35°54′23,9″N 14°28′48,1″E/35,906646 14,480038 | 00787               |         |
| Kościół parafialny pw. Matki Bożej z Lourdes | Vjal ir-Riħan / Misraħ Lourdes                | 35°54′28,5″N 14°28′36,8″E/35,907906 14,476895 | 00788               |         |
| Ta’ Xindi Farmhouse                          | 166 Triq San Ġiljan                           | 35°54′20,8″N 14°28′38,1″E/35,905778 14,477250 | 01222               |         |